# 十一年式七糎加農
十一年式七糎加農（11ねんしき7せんちかのん）は、1922年（大正11年）に大日本帝国陸軍が制式制定した加農砲である。

## 概要
口径75mm、全備重量3,734kgの陣地固定式火砲である。射界は360度全周旋回し、俯仰は-7度から77度までである。沿岸防御用、防御施設攻撃・防御用、また時期的には航空機が急速に進歩を遂げていたことから対空射撃も考慮して設計された。性能は弾量6.54kgの砲弾を砲口初速720m/sで射出し、最大射程が13,800m、最大射高が9,100mである。永興湾要塞、下関要塞、鎮海湾要塞など各地要塞に配備された。大阪造兵廠第一製造所では1942年（昭和17年）10月までに38門を製造した。
1917年（大正6年）8月に実験が提案され、9月に建議を採用、設計開始。1918年（大正7年）3月にほぼ設計終了し大阪砲兵工廠にて試製を開始した。試作砲の完成は1921年（大正10年）4月である。機能試験を経て1922年（大正11年）に制式制定された。1934年（昭和9年）5月、十一年式高射照準具を八八式高射照準具へ変更、防楯を改修する制式改正を行った。閉鎖機にも改良が加えられ、制式改正が1936年（昭和11年）11月に完了した。
特徴としては水平射撃から対空射撃までスムーズに行うことができた。防楯は開閉式で、高射の場合、砲の両脇へと開かれた。砲床はコンクリート製の固定砲床、また野戦用の移動砲床を使えたが、野砲のような機動力は持たない。

## 構造
固定砲床式の火砲である。野戦での砲撃には、鋼製の移動砲床を設ける必要がある。外形としては砲身尾部に半自動開閉式の閉鎖機、上部に駐退複座器、下部はテーパーの付いた円筒形砲座と連結する。砲座は地面に埋設される固定砲床と連結する。砲右側に方向照準転把（ハンドル）、高射照準具、右側後方に信管測合機を備える。信管測合機は照準具と連動して砲弾の信管を調整し、目標までの適正な起爆秒時を与える装置である。砲弾の弾頭を測合機に入れ、回転させることで簡単に信管を測合できた。砲左側にも高射照準具、また高低照準器転把（ハンドル）を装備した。砲手は砲座下部の踏板と砲手用座席に座り、砲を操作する。ほか、砲手と要員を保護するため、前面と側面の一部を防護する、厚さ20mmの防楯が装備された。
外形寸度としては50口径の砲身全長が3,750mm、地上からの砲耳の高さが1,660mmである。重量800kgの防楯は最大地上高が2,430mm、最大幅は閉鎖時に1,750mm、解放時2,300mmの寸度となった。
砲身のライフリングは右転、等斉28条、深さ0.75mm、傾度は6度45分である。薬室は6.5/1000のわずかな傾斜を持つ。砲身上部に筒状の駐退復座機を装備。駐退機は水圧式で、グリセリン2と水1を混合した液体2.5リットルを使用する。復座機にはばね式を採用し、長さ750mmのばね2個が用いられた。砲身の最大後座長は430mm。構造限界は465mmである。水平鎖栓や垂直鎖栓方式と異なり、本砲の鎖栓式閉鎖機は砲身に対して斜めに取り付けられている特徴を持つ。この斜鎖栓式閉鎖機は半自動開閉を行う。発射後に砲身が後座、自動的に鎖栓がスライドして薬室を解放する。人力で砲弾を装填した後に駐鉤（ちゅうこう、ロック）を解除すると閉鎖される。
ほか、各種道具箱、部品を収める箱などの属品がついた。
平射の場合、高低照準には距離板または象限儀を用い、方向照準は眼鏡または角度環を用いた。高射砲として使用する場合には八八式高射照準具を用いた。

## 弾薬
本砲は以下の砲弾を使用した。高射尖鋭弾の場合、装薬に緩中急の3種が使用された。薬量はそれぞれ1.56kg、1.53kg、1.48kgである。
- 九四式榴弾 全備重量9.35kg
- 九〇式高射尖鋭弾 全備重量10.67kg
- 榴弾 全備重量9.84kg
- 十年式榴弾 全備重量8.97kg
- 九五式破甲榴弾 全備重量9.54kg